# Miguel Hidalgo, Comalcalco
Miguel Hidalgo är en ort i Mexiko.   Den ligger i kommunen Comalcalco och delstaten Tabasco, i den sydöstra delen av landet, 600 km öster om huvudstaden Mexico City. Miguel Hidalgo ligger 14 meter över havet och antalet invånare är 5 397.
Terrängen runt Miguel Hidalgo är mycket platt. Runt Miguel Hidalgo är det ganska tätbefolkat, med 179 invånare per kvadratkilometer. Närmaste större samhälle är Comalcalco, 9,2 km öster om Miguel Hidalgo. Trakten runt Miguel Hidalgo består till största delen av jordbruksmark.